# Джіхьо
Пак Джіхьо (кор. 박지효, ім'я при народженні Пак Джісу, нар. 1 лютого 1997), більш відома як Джіхьо (кор. 지효) — лідерка і вокалістка південнокорейського жіночого гурту Twice. 18 серпня 2023 року випустила дебютний сольний мініальбом Zone.

## Біографія

### Юність і переддебютна діяльність
Джіхьо народилася 1 лютого 1997 року в Гурі, провінція Кьонгі, Південна Корея як Пак Джісу.
JYP Entertainment завербував Джіхьо як трейні у 2005 році і вона старанно тренувалася протягом десяти років.. У певний період, Джіхьо мала дебютувати в жіночому гурті з теперішніми учасницями Твайс Найон, Чоньон і Сана, але проект був скасований. Натомість вона приєдналася до телевізійного реаліті-шоу Sixteen (16), конкурсу для відбору учасниць Твайс. Перед конкурсом вона офіційно змінила ім'я на Джіхьо. Будучи однією з дев'яти переможниць, вона приєдналася до новоствореного гурту. Учасниці гурту обрали Джіхьо лідеркою під час анонімного голосування.

### 2015–тепер: дебют із Твайс та сольна діяльність
У жовтні 2015 року Твайс офіційно дебютували з випуском свого першого міні-альбому The Story Begins. Головний сингл " Like Ooh-Ahh " (Як У-А) став першою дебютною піснею к-поп, яка набрала 100 мільйонів переглядів на Ютуб .
У січні 2023 року Джіхьо було оголошено моделлю для південнокорейського бренду косметики Milk Touch.
Навесні 2023 року Джіхьо виконала неопублікований сольний трек «Nightmare» під час світового туру Твайс Ready to Be (Готові Бути).
18 серпня 2023 року Джіхьо випустила свій перший міні-альбом Zone (Зона), ставши другою учасницею Твайс, яка дебютувала сольно.25 серпня вона здобула свою першу перемогу в музичному шоу як солістка.

## Публічний імідж і вплив
У щомісячному рейтингу «Рейтинг брендів учасниць жіночих груп» Корейського інституту бізнес-досліджень Джіхьо посіла друге та третє місце в результатах пошуку за листопад 2018 року та травень 2019 року. ЗМІ та шанувальники відзначили Джіхьо за унікальний стиль вокалу та навички перформансу.
Джіхьо також відома тим, що своїми діяльністю та зовнішністю надихає дівчат і жінок любити себе, бути впевненими та сміливими.

## Дискографія
Докладніше: Дискографія альбомів Твайс та Дискографія синглів Твайс

### Мініальбоми
| Назва | Деталі                                                                                                  | Пікові позиції у чартах | Пікові позиції у чартах | Пікові позиції у чартах | Пікові позиції у чартах | Продажі                                   | Сертифікати        |
| Назва | Деталі                                                                                                  | КОР                     | ЯП                      | США                     | США Світ                | Продажі                                   | Сертифікати        |
| ----- | --- | ----------------------- | ----------------------- | ----------------------- | ----------------------- | ----------------------------------------- | ------------------ |
| Zone  | - Реліз: 18 серпня 2023 - Лейбл: JYP, Republic - Формати: CD, LP, цифрове завантаження, музичні сервіси | 1                       | 11                      | 14                      | 2                       | - КОР: 589,245 - ЯП: 14,003 - США: 41,000 | - KMCA: 2× Платина |

### Сингли
| Назва             | Рік  | Пікові позиції у чартах | Пікові позиції у чартах | Пікові позиції у чартах | Пікові позиції у чартах | Пікові позиції у чартах | Альбом |
| Назва             | Рік  | КОР                     | Нова Зеландія Гаряче    | Сингапур                | США Світ                | Білбоард глобал 200     | Альбом |
| ----------------- | ---- | ----------------------- | ----------------------- | ----------------------- | ----------------------- | ----------------------- | ------ |
| «Killin' Me Good» | 2023 | 148                     | 21                      | 27                      | 7                       | 193                     | Zone   |

### Співпраці
| Назва                                               | Рік  | Альбом                                              |
| --------------------------------------------------- | ---- | --------------------------------------------------- |
| «Daring Woman» (з Найон, Чейон та Цзуї)             | 2015 | Two Yoo Project Sugar Man Pt. 11                    |
| «The Reason Why I'm Beautiful» (з Бен та Чон Инджі) | 2016 | Popular Music Crush Pt. 1 from Inkigayo Music Crush |
| «I'll Show You» (з Найон, Сана, Чейон та ін.)       | 2020 | All Out                                             |

### Саундтреки
| Назва                | Рік  | Альбом                            |
| -------------------- | ---- | --------------------------------- |
| «Stardust Love Song» | 2022 | Twenty-Five Twenty-One OST Part 6 |
| «I Fly»              | 2022 | Today's Webtoon OST Part 1        |
| «A Strange Day»      | 2022 | Summer Strike OST Part 1          |

### Авторство пісень
Інформація надана згідно бази даних Корейської асоціації авторських прав на музику, якщо не вказано інше.
| Назва                 | Рік  | Виконавець         | Альбом                  | Мелодія | Лірика |
| --------------------- | ---- | ------------------ | ----------------------- | ------- | ------ |
| «Eye Eye Eyes»        | 2017 | Twice              | Signal                  | Ні      | Так    |
| «24/7»                | 2017 | Twice              | Twicetagram             | Ні      | Так    |
| «HO!»                 | 2018 | Twice              | What Is Love?           | Ні      | Так    |
| «Sunset»              | 2018 | Twice              | Yes or Yes              | Ні      | Так    |
| «Girls Like Us»       | 2019 | Twice              | Fancy You               | Ні      | Так    |
| «Get Loud»            | 2019 | Twice              | Feel Special            | Ні      | Так    |
| «21:29»               | 2019 | Twice              | Feel Special            | Ні      | Так    |
| «Up No More»          | 2020 | Twice              | Eyes Wide Open          | Ні      | Так    |
| «First Time»          | 2021 | Twice              | Taste of Love           | Ні      | Так    |
| «Real You»            | 2021 | Twice              | Formula of Love: O+T=<3 | Ні      | Так    |
| «Cactus» (선인장)     | 2021 | Twice              | Formula of Love: O+T=<3 | Так     | Так    |
| «Celebrate»           | 2022 | Twice              | Celebrate               | Ні      | Так    |
| «Trouble»             | 2022 | Twice              | Between 1&2             | Так     | Так    |
| «Talkin' About It»    | 2023 | Джіхьо та 24kGoldn | Zone                    | Так     | Ні     |
| «Closer»              | 2023 | Джіхьо             | Zone                    | Ні      | Так    |
| «Wishing on You»      | 2023 | Джіхьо             | Zone                    | Ні      | Так    |
| «Don't Wanna Go Back» | 2023 | Джіхьо та Heize    | Zone                    | Так     | Так    |
| «Room»                | 2023 | Джіхьо             | Zone                    | Так     | Так    |
| «Nightmare»           | 2023 | Джіхьо             | Zone                    | Так     | Так    |

## Відеографія

### Музичні кліпи
| Назва             | Рік  | Режисер(и)                 | Прим.  |
| ----------------- | ---- | -------------------------- | ------ |
| «Killin' Me Good» | 2023 | Kim Hyunsoo (Segaji Video) | [ 37 ] |

## Фільмографія

### Телевізійні шоу
| Рік  | Назва                      | Роль     |
| ---- | -------------------------- | -------- |
| 2015 | Sixteen(16)                | Учасниця |
| 2023 | I live alone (Я живу одна) | Гість    |

### Фотобуки
| Назва            | Дата випуску   | Видавець          | Прим.  |
| ---------------- | -------------- | ----------------- | ------ |
| Yes, I am Jihyo. | 20 серпня 2021 | JYP Entertainment | [ 38 ] |